# TT318
La tumba de Amenmose, designada como TT318, se encuentra en Sheikh Abd el-Qurna, una de las necrópolis de la antigua Tebas, en la ribera occidental del Nilo, frente a Luxor, Egipto. Este sepulcro pertenece a Amenmose, un cantero de Amón que vivió durante el período del Imperio Nuevo, bajo los reinados de Hatshepsut y Tutmosis III (aproximadamente entre 1479 y 1458 a.C.).

## Historia
Amenmose fue un artesano que trabajó en los proyectos arquitectónicos del templo de Amón en Karnak, desempeñando un papel importante en la construcción de monumentos religiosos. Su tumba fue construida en Sheikh Abd el-Qurna, un área reservada para funcionarios de rango medio y alto durante el Imperio Nuevo.
En el siglo XIX esta tumba fue descripta por Jean-François Champollion, quien le asigna el número 26 (G), en la que menciona que presenta una entrada esculpida, que estaba dañada.
La tumba fue redescubierta en el siglo XX y ha sido objeto de investigaciones arqueológicas desde entonces. En 2019, el Proyecto Amenmose, liderado por un equipo interdisciplinario de la Universidad Nacional de La Plata (UNLP), obtuvo la concesión del Ministerio de Antigüedades de Egipto para su estudio y conservación.Desde entonces, se han realizado cuatro campañas de trabajo de campo en la tumba.

## Arquitectura
La tumba TT318 tiene una estructura típica en forma de "T" invertida, común en las tumbas tebanas de la época. Consta de dos salas principales:
1. Vestíbulo: Decorado con pinturas que representan escenas de la vida cotidiana, como banquetes y actividades agrícolas, además de rituales funerarios. Estas imágenes ofrecen una visión detallada de las costumbres y creencias de la sociedad egipcia antigua.
2. Cámara funeraria: En esta sección se hallan relieves y pinturas que muestran a Amenmose interactuando con diversas deidades, como Osiris y Hathor, junto con inscripciones jeroglíficas que contienen oraciones y fórmulas mágicas para garantizar su vida en el más allá.

## Descubrimientos recientes
Desde el inicio del Proyecto Amenmose, se han realizado importantes hallazgos, entre los que destacan:
- Entrada original de la tumba: Descubierta cubierta por sedimentos, lo que permitió acceder a áreas anteriormente inexploradas.

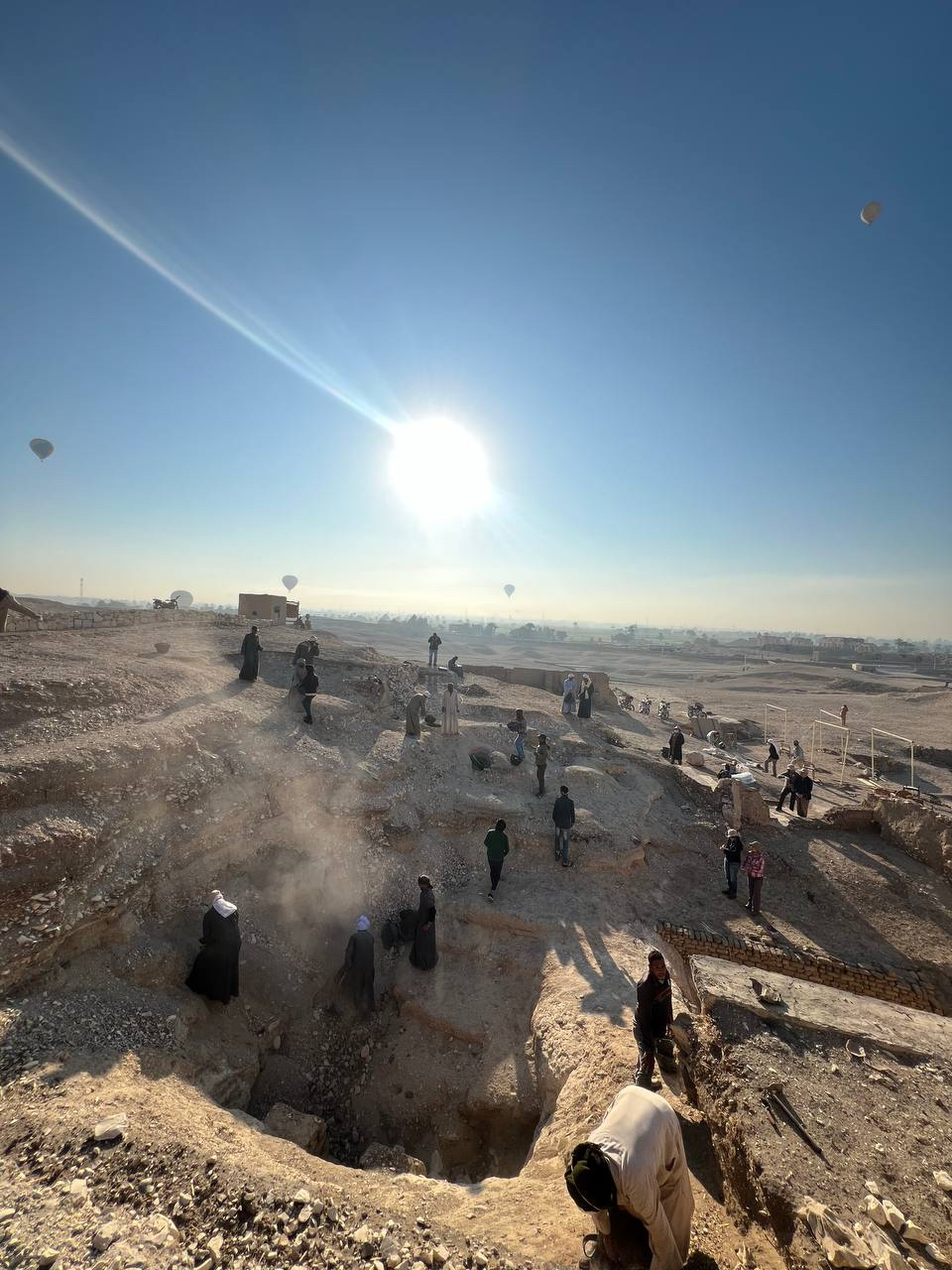
Área de trabajo en la tumba TT318.

- Área de trabajo en la tumba TT318.Objetos funerarios: Más de 500 artefactos, incluyendo conos funerarios con inscripciones, fragmentos de estelas funerarias, restos de cerámica y textiles de lino.
- Inscripciones jeroglíficas: Fragmentos que aportan información sobre las creencias religiosas y prácticas funerarias de la época.

## Conservación
El Proyecto Amenmose incluye tareas de conservación y documentación que buscan preservar las pinturas y relieves de la tumba. Estas actividades han permitido detener el deterioro causado por factores ambientales y el paso del tiempo. Asimismo, el equipo realiza análisis científicos para entender las técnicas empleadas en la construcción y decoración de la tumba.

## Importancia
La tumba de Amenmose es un testimonio invaluable del período del Imperio Nuevo en Egipto. Sus relieves y objetos ofrecen información sobre la vida cotidiana, las creencias religiosas y las prácticas funerarias de la época, contribuyendo al conocimiento de la cultura egipcia antigua.

## Proyecto Amenmose
El Proyecto Amenmose es una iniciativa internacional liderada por investigadores argentinos, principalmente de la UNLP, con la colaboración de otras universidades como la Universidad Nacional de Córdoba y la Universidad Nacional de Tucumán. Este proyecto destaca por su enfoque interdisciplinario, combinando arqueología, historia del arte, epigrafía y conservación.